# Электропоезд серии 200 сети Синкансэн
Электропоезд серии 200 сети Синкансэн — электропоезд, разработанный и построенный Японскими государственными железными дорогами. После приватизации железных дорог перешли в ведение JR East.

## История
Разработанные к открытию в 1982 году Тохоку- и Дзёэцу-синкансэна на основе экспериментального состава типа 962, поезда 200-й серии появились в 1980 году и являются предшественниками поездов 100-й серии, появившимися в 1985 году. Более того, 200-я серия является переходной между 0-й и 100-й. Такой номер серия получила потому, что поездам, разработанным для линий Тохоку и Дзёэцу, было решено присваивать номера серий из чётных сотен.
Существуют два вида носового обтекателя головных вагонов: похожий на нулевую серию, с круглым носом и круглыми прожекторами, и похожий на 100-ю серию, с заострённым носом и узкими прожекторами («акулий нос»). Максимальная скорость электропоездов ранних выпусков была 210 км/ч, позже были выпущены составы, развивающие 240 км/ч. Различны сериям присвоены обозначения H и F.
Оконный пояс вагонов и юбка, включая метельник, выкрашены в зелёный цвет. Этот цвет призван олицетворять первую листву, пробивающуюся сквозь снег северных районов острова Хонсю, по которым и ездили эти электропоезда, а также зелёные цвета компании JR East.
После появления JR East (в 1987 году) в поездах появились двухэтажные вагоны, как и в 100-й серии.
В ходе модернизации максимальная скорость доводилась до 275 км/ч (таким образом было модернизировано всего 4 состава). Существовало несколько вариантов модернизации, в результате поезда 200й серии стали ещё сильнее различаться между собой (при том, что и раньше различий было много). Последнему варианту модернизации даже было присвоено отдельное обозначение К.
Списание поездов началось в 1997 году, и последний немодернизированный поезд был списан в мае 2007 года, а модернизированный - в 2013-м.